# 富山県道149号下砂子坂池田町線
富山県道149号下砂子坂池田町線（とやまけんどう149ごう しもすなござかいけだまちせん）は、富山県富山市内を通る一般県道である。

## 概要

### 路線データ
- 起点：富山県富山市水橋下砂子坂新字苗代（富山県道151号辻滑川線交点）
- 終点：富山県富山市水橋池田町字池田（富山県道161号岩峅寺大石原水橋線交点）
- 実延長：2,496m

## 沿革
- 1960年（昭和35年）4月23日 - 認定[1]

## 地理

### 通過する自治体
- 富山県富山市

### 接続する道路
- 富山県道151号辻滑川線（起点：富山市水橋下砂子坂新字苗代）
- 富山県道15号立山水橋線（富山市水橋小出）
- 富山県道135号富山滑川魚津線（小出（西）交差点）
- 富山県道161号岩峅寺大石原水橋線（終点：富山市水橋池田町字池田）

### 周辺
- あいの風とやま鉄道 水橋駅
- 国道8号（滑川富山バイパス）
- 富山県立水橋高等学校